# ストレンジ・デイズ・アワー
ストレンジ・デイズ・アワーは、ミュージックバードで、2006年7月7日から2007年9月30日まで放送されていた番組。放送時間は、毎週日曜日の19:00-19:55（2007年3月30日までは、毎週金曜日の20:00-20:55だった）（JST）。また、一部のコミュニティ放送局でもネットされていた。

## 概要
岩本晃一郎をパーソナリティとして、ロック音楽を紹介する。主に、他の音楽番組ではあまり聴くことのできないグループや曲を紹介する。

## タイムテーブル（2007年5月）
- 19:00-19:15オープニング・音楽
- 19:15-19:50トーク・音楽
- 19:50-19:55エンディング